# 브라이스 베컴
브라이스 베컴(Brice Beckham, 1976년 2월 11일 ~ )은 미국의 배우이다.

## 출연 작품
- 파이 스토리 (2006)